# Notopterygium incisum
Qianghuo
Espèce
Classification phylogénétique
Notopterygium incisum est une plante herbacée de la famille des Apiaceae, endémique de Chine. Son rhizome et ses racines très aromatiques sont utilisés dans la pharmacopée traditionnelle chinoise sous le nom de Qianghuo.

## Nomenclature
The Plant List, Tropicos et Flora of China acceptent le nom Notopterygium incisum.
Par contre, Catalogue of Life acceptent 
Hansenia weberbaueriana (Fedde ex H. Wolff) Pimenov & Kljuykov et traite comme synonymes :
- Ligusticum pilgerianum H. Wolff
- Ligusticum weberbauerianum Fedde ex H. Wolff
- Notopterygium incisum Ting & H. T. Chang
- Notopterygium weberbauerianum (Fedde ex H. Wolff) M. G. Pimenov & E. V. Kljuykov

## Description
Notopterygium incisum est une plante herbacée vivace, avec des tiges dressées de 60 à 120 cm de haut. La racine est brun foncé, avec des grappes de radicelles. Elle comporte un renflement dans sa partie supérieure (un caudex) allongé, fortement aromatique.
Les feuilles sont ternées 3-pennées, portée par un pétiole de 5 à 12 cm ; les segment ultimes sont oblongs ; les feuilles sont réduites vers le haut. Le pétiole est généralement engainant.
L’inflorescence est une ombelle de 3 à 13 cm de diamètre ; les ombellules latérales souvent stériles. Les 3 à 6 bractées sont linéaires, caduques. Les rayons au nombre de 7 à 20, font de 2 à 10 cm. Les ombellules possèdent de nombreuses fleurs (de 20 à 30), avec des pédicelles de 5–10 mm. Les 5 pétales sont blancs ou blanc verdâtre, ovales à oblongs-ovales, env. 1,5 × 1 mm, à apex obtus, inflexés (courbé en dedans). 
Le fruit sec formé de deux méricarpes unis,  oblong-ellipsoïdes, avec toutes les côtes ailées.
La floraison a lieu en juillet-août, la fructification en août-septembre.

## Distribution
Notopterygium incisum pousse dans les broussailles, en bord de forêt, à une altitude allant de 1 600 m  à 5 000 m.
C’est une espèce indigène de Chine, croissant dans les provinces du Gansu, Qinghai, Shaanxi, Sichuan, et Xizang. 
La récolte de plantes médicinales (dont N. incisum) entre 3 000 et 4 500 m fait partie des activités des populations tibéto-birmanes Gyalrong de la cordillère du Qionglai, avec l’élevage du yak et la récolte de champignons.
L’espèce est menacée par des récoltes excessives pour la pharmacopée traditionnelle et par la fragmentation de ses écosystèmes alpins et subalpins. Il n’y a pas d’évaluation de l’IUCN mais une étude chinoise indique qu’une culture à grande échelle pourrait être entreprise dans ses régions d’origine.

## Utilisations
Le rhizome et les racines séchés de Notopterygium incisum (ou Notopterygium forbesii) fournissent une substance médicinale chinoise connue sous le nom de Qianghuo 羌活.
Dans les temps anciens, les pieds prélevés dans la région de la minorité ethnique des Qiang (羌族) étaient considérés comme les meilleurs, c’est pourquoi ils furent appelés 羌活 qianghuo ou 獨活 duhuo.
Ils sont prélevés au printemps ou à l’automne, lavés, coupés en tranches épaisses.
Le rhizome est d’une forme cylindrique, d’une longueur de 4 à 13 cm et d’un diamètre de 0,6 à 2,5 cm.
Attention : Ce produit a une forte odeur et un dosage excessif peut facilement provoquer des vomissements.
Texte d’origine : suivant le Shennong bencao jing, dans la terminologie technique de la pharmacopée traditionnelle, le qianghuo se caractérise par :
Saveurs : piquant et âpre
Nature : tiède.
Le qianghuo pénètre dans les méridiens de la vessie et du rein.
Actions : il chasse le vent et l'humidité pathogènes, traite les plaies, calme la douleur, réduit le gonflement, évacue le pus, induit la réanimation.
Le Shennong bencao jing classe cette matière médicale dans la catégorie supérieure des substances qui « prises longtemps, allègent le corps, s’opposent au vieillissement »
Indications : Le qianghuo est utilisé comme antalgique (comme l’aspirine), lors d’un refroidissement, par exemple un rhume avec céphalée.
Utilisé aussi pour les douleurs dentaires et les furoncles.
La décoction Jiuwei qianghuo tang 九味羌活汤 « Décoction des Neuf Plantes avec Notopterygium » traite le syndrome externe vent-froid avec fièvre et aversion au froid, douleur de la nuque, courbature et extrémités lourdes.
Actions pharmacologiques : antirhumatismale, antispasmodique, antifongique.